# Stanley Adams (compositor)
Stanley Adams (14 de agosto de 1907  – 27 de enero de 1994)  fue un letrista y compositor estadounidense. Escribió la letra en inglés de la canción "What a Diff'rence a Day Makes" (canción escrita por la compositora mexicana María Grever en 1934) y la letra en inglés de "La Cucaracha". Fue presidente de la Sociedad Estadounidense de Compositores, Autores y Editores (ASCAP) entre 1953 y 1956, y nuevamente desde 1959 hasta 1980. 

## Biografía
Nacido en Manhattan, Nueva York y asistió a la Universidad de Nueva York, donde obtuvo el título de abogado en 1929.  Todavía estaba en la facultad de derecho cuando se convirtió en compositor; su primera canción, "Rollin' Down the River", escrita en colaboración con Fats Waller,  se convirtió en un éxito después de ser grabada por Guy Lombardo .  También escribió letras de canciones de Hoagy Carmichael, Ray Henderson, Victor Herbert, Oscar Levant, Sigmund Romberg y Max Steiner,  y contribuyó con canciones para varios musicales de Hollywood y Broadway. 
Murió en Manhasset, Nueva York, de cáncer, a la edad de 86 años 

## Reconocimiento
En 1988, recibió el premio de la Junta Directiva en el Salón de la Fama de los Compositores.  También formó parte de las juntas directivas de muchas organizaciones benéficas, incluida la Musicians Aid Society, el National Cultural Center, Music for the Blind, la American Federation of Musicians, el National Music Council y la Music Commission of New York. 